# Diabrotica hilli
Diabrotica hilli es una especie de insecto coleóptero de la familia Chrysomelidae.
Fue descrita científicamente en 1987 por Krysan & Smith.